# オークランド地方

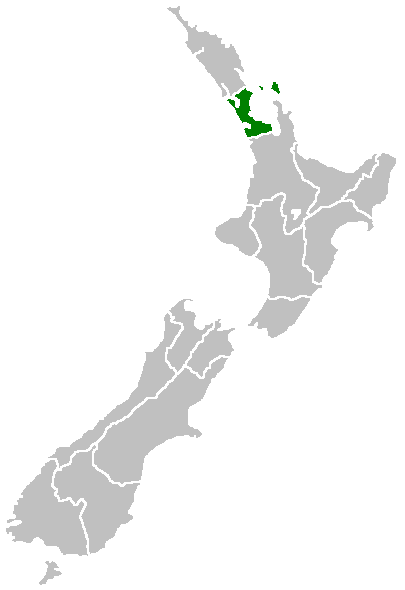
緑色の地域一帯がオークランド地方

オークランド地方（オークランドちほう、英: Auckland Region、オークランドリージョン）は、ニュージーランドの北島の北西部にある。2010年11月1日に成立した。オークランドを中心とし、周辺のマヌカウ、ノースショア、ワイタケレ、パパクラ地区、ロドニー地区、フランクリン地区を統合した広域の「スーパーシティー」である。
人口は約170万人で、ニュージーランドの人口の3割以上を占める。面積は4894㎢で、福岡県とほぼ同じである。